# Wimauma
Wimauma är en ort (CDP) i Hillsborough County, i delstaten Florida, USA. Enligt United States Census Bureau har orten en folkmängd på 6 373 invånare (2010) och en landarea på 64,8 km².